# Las historias de Jean-Marie Cabidoulin
Las historias de Jean-Marie Cabidoulin (también Las historias de Juan María Cabidulín; título original: Les Histoires de Jean-Marie Cabidoulin) es una novela del escritor francés Julio Verne publicada primero en "Magasin d’Education et de Récréation" desde el 1 de julio hasta el 15 de diciembre de 1901, y luego como libro el 18 de noviembre de ese mismo año.
Verne se adentra en el mundo de la psicosis colectiva que provocan las antiguas leyendas cuando el marinero Jean-Marie Cabidoulin aterra a la tripulación del ballenero Saint Enoch utilizando la de una serpiente marina gigante.

## Sinopsis
Jean-Marie Cabidoulin es un avezado tonelero acostumbrado a navegar por los siete mares. A lo largo de sus casi tres décadas de dedicado servicio, ha visto y ha oído muchas cosas que otros ni siquiera han podido llegar a imaginar, como aquella historia de la serpiente gigante que cruza los océanos del globo destrozando toda embarcación que se encuentra a su paso, y que amenaza, según el sinpar Cabidoulin, con malograr la última campaña del buque ballenero en el que se ha enrolado.

## Capítulos
- I Partida retrasada.

- II El Saint Enoch.

- III En la costa este de Nueva Zelanda.

- IV A través del Pacífico.

- V La Bahía Margarita.

- VI Vancouver.

- VII Segunda campaña.

- VIII El Mar de Ojotsk.

- IX En Kamchatka.

- X Doble golpe.

- XI Entre ingleses y franceses.

- XII Varada.

- XIII Un escollo que se mueve.

- XIV Hacia el norte.

- XV Desenlace.